# Speyeria nitocris
Speyeria nitocris är en fjärilsart som beskrevs av Edwards 1874. Speyeria nitocris ingår i släktet Speyeria och familjen praktfjärilar. Inga underarter finns listade i Catalogue of Life.